# 松井のり子
松井 のり子（まつい のりこ、1965年10月30日- ）は、日本の女性声優。京都府出身。旧芸名は松井 紀子（読み同じ）。

## 人物
2006年まで大平プロダクション（一時期モアナ・ファクトリーにマネージメントを委託）に所属していた。オフィスCHK、大平透声優ゼミナール出身。

## 出演作品

### テレビアニメ
- スーパーマン（ラーラ・エル、スティーブンソン先生、ダニトラ）

### 吹き替え
- L.A.大捜査線 マーシャル・ロー（声A）
- スターゲイト SG-1（少年（81話）、少年（95話））
- ニキータ（女性テスト員）
- パワーレンジャーシリーズ
  - パワーレンジャー（アルファ5、クワッチビートル、ハイエナデビル、ファイヤーキング、ティナ/ダークイエローレンジャー、他）
  - パワーレンジャー・ターボ（アルファ5（リチャード・ウッド（声）、女の子）
  - パワーレンジャー・ターボ・映画版・誕生!ターボパワー（アルファ5）
  - パワーレンジャー・ロスト・ギャラクシー（マシュー）
- ブラッダ（保安官夫人、黒人の看護士）
- リズムイングリッシュ

### その他
- ピノビィーの大冒険（紹介映像ナレーション）
- 桃太郎伝説（紹介映像ナレーション）
- 桃太郎伝説2（紹介映像ナレーション）
- 桃太郎まつり（紹介映像ナレーション）